# Martha Rose-Grabow
Martha Rose-Grabow (* 31. Juli 1858 in Grabow; † 20. Januar 1940 in Schwerin) war eine deutsche Landschafts- und Stilllebenmalerin.

## Leben
Martha Rose, mit vollem Namen Martha Franziska Christiane Johanna Friederike Auguste Dora Rose war das achte Kind des Grabower Holzhändlers (Georg) Carl (Johann Caspar) Rose und das vierte Kind seiner zweiten Ehefrau Lucia Dorothea Johanna, geborene Wiencke. Sie besuchte die Töchterschule in Grabow und anschließend eine höhere Töchterschule in Bremen, wo sie zudem privaten Zeichenunterricht erhielt. Sie wohnte dann bis 1886 wieder im Haus ihrer Eltern, beschäftigte sich mit Musik und Malerei, erhielt bei einem zwischenzeitlichen Aufenthalt bei ihrem Bruder in Frankfurt (Main) auch Gesangsunterricht. Ab Januar 1894 besuchte sie in Berlin die von Conrad Fehr gegründete akademische Schule für bildende Kunst, die „Akademie Fehr“, und hatte hier u. a. Unterricht in der Blumenklasse von Clara von Sivers. Während der Sommermonate war sie daneben auch für Landschaftsstudien Malschülerin bei Paul Müller-Kaempff in Ahrenshoop. 1897 war sie erstmals auf der Großen Berliner Kunstausstellung mit den Gemälden „Trauben“ und „Frühlingsgruss“ vertreten. Um 1899/1900 und erneut 1902 war sie zu weiteren Studien in Wien bei der Blumenmalerin Olga Wisinger-Florian und bei  A. D. Goltz, bei dem sie sich vorwiegend im Malen von Landschaften und Akten ausbildete. Aus dieser Zeit ist die Teilnahme an der Jahresausstellung 1900 im Münchner Glaspalast dokumentiert.
Ab 1902 wohnte sie mit ihrer Mutter und einer Schwester in Schwerin und unterhielt dort ein eigenes Atelier, in dem sie eine Malschule, einen Zeichen-Zirkel für Damen, unterhielt. 1908 gab es eine Ausstellung mit Werken ihrer Schülerinnen unter dem Patronat des Herzoglichen Hauses, auf der neben Malerei auch kunstgewerbliche Arbeiten zu sehen waren. 1911 nahm sie an der Kunstausstellung im Rahmen der 3. Landes-Gewerbe- und Industrieausstellung in Schwerin teil, auf der sie für ihr Gemälde „Nelken und Kirschen“ mit einer Silbernen Medaille geehrt wurde. Das Werk wurde von Walter Josephi für das mecklenburgische Landesmuseum angekauft. Verschiedene Aufträge aus dem Hause des Großherzogs Friedrich Franz IV. zeugten von der Begeisterung für ihre Werke. So fertigte sie etwa 1906 einen Paravent im Empirestil für Königin Wilhelmina von Holland, 1906 einen Fächer für die Königin von Spanien und 1908 ein Gemälde vom Lieblingsplatz des Großherzoglichen Paares im Schweriner Burggarten. 1916 erhielt sie eine Personalausstellung im Schweriner Museum. Martha Rose war ordentliches Mitglied im Verein für Mecklenburgische Geschichte und Altertumskunde.
Das Kulturhistorische Museum Rostock widmete der Künstlerin 2008 eine Personalausstellung.

## Werke (Auswahl)

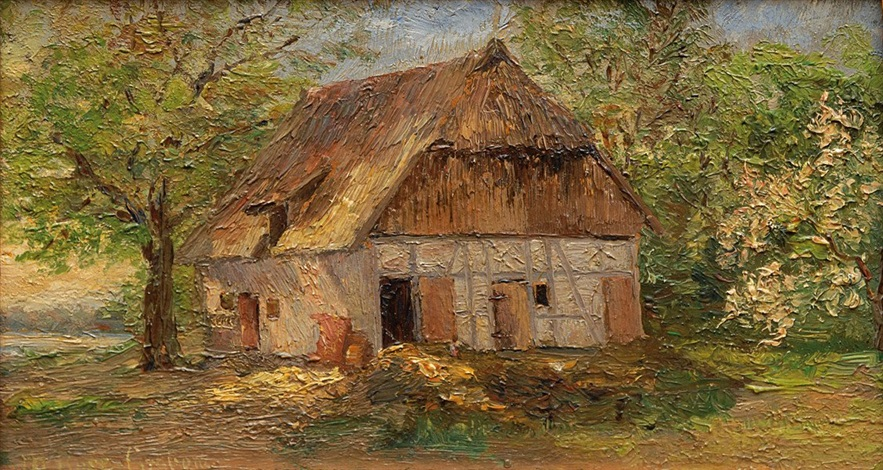
Alte Kate auf Kaninchenwerder

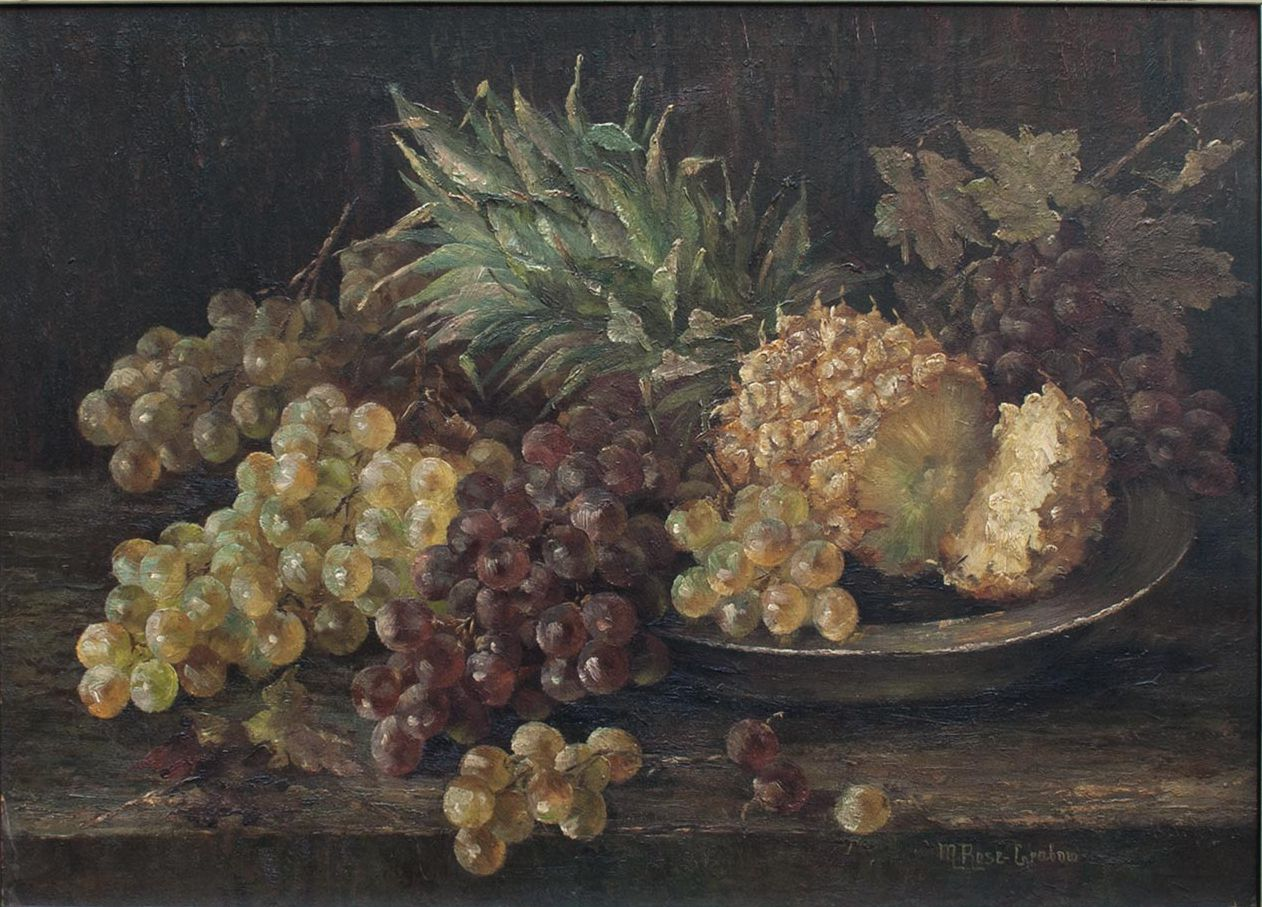
Stillleben mit Trauben und Ananas

- Musik und Malerei. (1900), allegorische Darstellungen, 1900 Ankauf durch das Lübecker Museum (nicht mehr im Besitz)
- Glyzinien am Spalier. (1906), Ankauf durch den Großherzog
- Korb mit Kirschen.
- Frühlingsblumen in weißer Vase.
- Rosenstrauß.
- Rhododendron. (1912)
- Der Goldene Saal nach dem Brand vom 14./15. 12. 1913. (1913)
- Bauernhof in Zippendorf. (1908), Handzeichnung, alle Staatliches Museum Schwerin
- Nelkenstrauß in grüner Vase. Heimatmuseum Grabow
- Alte Kate auf Kaninchenwerder. Öl/Malpappe, 14 × 24 cm